# Amos (boek)
Het boek Amos (Hebreeuws: עמוס, "drager" of "last") is de derde van de twaalf kleine profeten in de Hebreeuwse Bijbel.

## Auteurschap en datering
Volgens de inleiding van het boek (1:1) bevat het de profetieën en woorden van Amos (Hebreeuws voor drager of last). Amos zou een schapenfokker en vijgenteler zijn uit Tekoa, een plaats ten zuiden van Jeruzalem, in het koninkrijk Juda (het Zuidelijke Rijk).
De inleiding vermeldt dat Amos optrad tijdens de regering van de Judeese koning Uzzia en de Noord-Israëlitische koning Jerobeam II. Hij zou dan actief geweest zijn halverwege de 8e eeuw v.Chr., rond 760 v.Chr. Dat maakte hem een tijdgenoot van onder andere Jesaja, Micha en Hosea.
Amos treedt op in het koninkrijk Israël (het Noordelijke Rijk). Waarschijnlijk eerst in de hoofdstad Samaria en later in Bethel, wat in die tijd een godsdienstig centrum was. Het Noordelijke Rijk maakte in die tijd een periode van bloei en economische vooruitgang door.

## Inhoud
Amos is een van de eerste profeten uit de Hebreeuwse Bijbel met een eigen boek waarin zijn leven en boodschap verteld worden. Eerdere profeten, zoals Samuel en Elia, kennen we alleen van verhalen uit de historische boeken zoals I en II Koningen en I en II Samuel (welke laatsten ondanks de titel niet enkel over de profeet Samuel gaan).

### Opbouw
Het boek Amos bevat voornamelijk profetieën en poëtische passages. De hoofdstukken 7, 8 en 9 bevatten ook een aantal visioenen en een verhalend gedeelte. De structuur van het boek is niet altijd even duidelijk en maakt soms een ongecoördineerde indruk. Op een aantal plaatsen wordt de loop van het verhaal onderbroken door doxologieën (poëtische verzen waarin God geprezen wordt: 4:13, 5:8,9 en 9:5,6).
Amos kan verdeeld worden in drie gedeelten:
1. Profetieën over diverse volken (hoofdstuk 1 en 2)
2. Dreigende profetieën over Israël (hoofdstuk 3-6)
3. Visioenen (hoofdstuk 7-9)
Het tweede en derde deel bestaan weer uit een aantal fragementen die soms wel en soms niet op elkaar aansluiten. Het is mogelijk dat een aantal van die fragmenten later door de schrijver, of door latere redacteuren, is toegevoegd.

### Profetieën over de volken (1-2)
Na het opschrift begint het boek in hoofdstuk 1 en 2 met onheilsprofetieën tegen respectievelijk Aram, de Filistijnen, Tyrus (een stad van de Feniciërs), Edom, Ammon en Moab. Hierna volgt nog een korte onheilsprofetie tegen Juda, waarna de profeet zich richt tot Israël voor wie de prediking in het hele boek eigenlijk bestemd is.
Elke profetie voor een volk begint met de uitdrukking "Zo zegt de HERE".

### Profetieën over Israël (3-6)
Israël maakt zich schuldig aan sociaal onrecht: de rijken onderdrukken de armen en verrijken zich nog meer ten koste van de armen. Ze zwelgen in hun rijkdom, plegen ontucht en zijn corrupt. Profeten die hen waarschuwen leggen ze het zwijgen op. God heeft verschillende rampen zoals ziektes, droogte en hongersnood, over Israël gezonden als waarschuwing, maar dit heeft niet tot bekering geleid. Daarom zal God Israël straffen met rampen en uiteindelijk met ballingschap.
Dit gedeelte bevat drie passages die beginnen met de uitdrukking "Hoort dit woord" (3:1-15, 4:1-12, 5:1-6) en drie passages die met het woord "Wee" beginnen (5:7-17, 5:18-27, 6:1-14).

### Visioenen (7-9)
Het derde gedeelte van het boek (hoofdstuk 7, 8 en 9) bevat een vijftal visioenen met daartussen een verhalend gedeelte en een aantal losse profetieën. In hoofdstuk 7:10-17 wordt verteld dat Amos het land uitgestuurd wordt door de priester Amasja (of Amazia), mogelijk in opdracht van koning Jerobeam II. Amos antwoordt hierop dat hij geen profeet is, maar een veeboer en vijgenteler, en dat hij door God zelf geroepen is om te profeteren. Vervolgens spreekt hij een onheilsprofetie over Amasja, zijn kinderen en over heel Israël uit.
Het boek Amos eindigt met een onheilsprofetie over de zondaars in Israël (9:7-10) die in het eindgericht om zullen komen, gevolgd door een heilsbelofte (9:11-15) voor de overgeblevenen.
Het derde gedeelte van het boek Amos kan als volgt ingedeeld worden:
1. Eerste visioen: sprinkhanen (7:1-3)
2. Tweede visioen: een verterend vuur (7:4-6)
3. Derde visioen: het lood (7:7-8)
4. Het verhaal van de uitwijzing van Amos door de priester Amasja (7:7-17)
5. Vierde visioen: de mand met fruit (8:1-3)
6. Over (sociaal) onrecht en de dag des Heeren  (8:4-10)
7. Voorspelling van een hongersnood (8:11-14)
8. Vijfde visioen: het eindoordeel (9:1-6)
9. Oordeel over de zondaars in Israël (9:7-10)
10. Een heilsbelofte (9:11-15)

## Beeldspraak
De stijl valt op door de bezwerende, poëtische stijl, de gedragen toon en het herhaald gebruik van beeldspraak waarin natuurlijke voorwerpen en landbouw een rol spelen.
Deze uitdrukkingen zijn uniek voor Amos: "Reinheid der tanden" [betekent: broodgebrek] (4:6); "Izaks hoogten" (7:9); "Het huis van Izak" (7:16); "Die de bergen formeert en de wind schept" (4:13). Amos 5:25 wordt in Handelingen 7:42 geciteerd.
De zegswijze 'Een profeet die brood eet' of 'Een profeet van roggebrood' is waarschijnlijk aan hoofdstuk 7 van dit Bijbelboek ontleend, waar de priester van Bethel Amos oproept om naar Juda te gaan 'en eet aldaar brood, en profeteer aldaar. Maar te Beth-el zult gij voortaan niet meer profeteren; want dat is des konings heiligdom, en dat is het huis des koninkrijks.' Amos denkt daar niet aan: 'Gij zegt: Gij zult niet profeteren tegen Israel, noch druppen tegen het huis van Izak. Daarom zegt de Heere alzo: Uw vrouw zal in de stad hoereren, en uw zonen en uw dochteren zullen door het zwaard vallen, en uw land zal door het snoer uitgedeeld worden; en gij zult in een onrein land sterven, en Israel zal voorzeker uit zijn land gevankelijk worden weggevoerd.' Amos is dus geen broodprofeet, iemand die makkelijk geld verdient met religieuze praat.